# Drive-Thru (filme)
Drive-Thru (bra: Drive-Thru: Fast Food da Morte) é um filme de terror de 2007 dirigido por Brendan Cowles e Shane Kuhn. É estrelado por Leighton Meester, Nicholas D'Agosto e Melora Hardin.

## Sinopse
Após coisas estranhas começarem a acontecer dentro de um drive-thru, Mackenzie Carpenter (Leighton Meester) passa a ser perseguida por um mascote psicótico.

## Elenco
- Leighton Meester é Mackenzie Carpenter
- Nicholas D'Agosto é Fisher Kent
- Melora Hardin é Marcia Carpenter
- Lola Glaudini é Detetive Chase
- Larry Joe Campbell é Detetive Crockers
- Van De La Plante é Horny o Palhaço/Archie Benjamin
- Penn Badgley é Van
- Sita Young é Val
- Rachael Bella é Starfire
- John Gilbert é Jack Benjamin
- Morgan Spurlock é Robbie
- Dan Hartzman é Palhaço Insâno
- Gordon Clapp é Voz de Horny o Palhaço

## Recepção
O Dread Central criticou o filme chamando o diálogo de "dolorosamente ruim".
O DVD Talk criticou o seu humor inadequado, "caracterização insensível" e falta de sustos reais.